# Теорема Брамагупти
Теоре́ма Брамагу́пти (англ. Brahmagupta's Theorem) — теорема елементарної геометрії про одну з властивостей вписаного у коло чотирикутника, доведена у сьомому столітті нашої ери індійським математиком Брамагуптою і носить його ім'я.

## Формулювання теореми
Основне формулювання теореми:

| Якщо вписаний у коло чотирикутник має взаємно перпендикулярні діагоналі, які перетинаються у точці {\displaystyle M}, то пряма, що проходить через точку {\displaystyle M} і є перпендикулярною до однієї з його сторін, ділить протилежну до неї сторону навпіл. |

Примітка По аналогії із серединним перпендикуляром (медіатрисою) до сторони трикутника відрізок FE на рисунку праворуч називають антимедіатрисою протилежних сторін чотирикутника. З урахуванням цієї примітки теорема Брамагупти може бути сформульована у вигляді:
| Якщо вписаний у коло чотирикутник має перпендикулярні діагоналі, що перетинаються у точці {\displaystyle M}, то дві пари його антимедіатрис проходять через точку {\displaystyle M}. |

## Доведення теореми
На рисунку зображено вписаний чотирикутник {\displaystyle ABCD}, що має перпендикулярні діагоналі {\displaystyle AC} і {\displaystyle BD}, а пряма {\displaystyle ME} є перпендикулярною до сторони {\displaystyle BC} й перетинає сторону {\displaystyle DA} у точці {\displaystyle F}. Тоді
{\displaystyle \angle {DMF}=\angle {BME}=\angle {MCE}\equiv \angle {ACB}=\angle {ADB}\equiv \angle {FDM}.}
Отже, трикутник {\displaystyle FMD} є рівнобедреним.
Аналогічно, рівнобедреним буде і трикутник {\displaystyle FAM}. Тому {\displaystyle |FA|=|FM|=|FD|}.